# توني إليوت (سياسي)
توني إليوت (بالإنجليزية: Tony Elliott)‏ هو سياسي أسترالي، ولد في 29 مارس 1944 في توومبا في أستراليا. حزبياً، نشط في الحزب الوطني الأسترالي في كوينزلاند ‏. وقد انتخب عضو المجلس التشريعي ولاية كوينزلاند.